# Friedrich Carl Bentz
Friedrich Carl Bentz (* 15. Januar 1799 in St. Johann (Saar); † 5. Dezember 1864 in Klingenmünster) war Kaufmann, Kommunalpolitiker und im Jahre 1851 Bürgermeister von St. Johann (Saar).

## Leben
Sein Vater war der Färbermeister Friedrich Mathias Bentz, seine Mutter Dorothea geb. Köhl. Er heiratete am 24. März 1823 Louise Catharine, Tochter des Sankt Johanner Bäckermeisters Georg Friedrich Köhl. Sie hatten zusammen eine Tochter namens Luisa Catharina Elenora (* 1820) und vier Söhne Friedrich Karl (* 1825), Gustav Adolph (* 1831), Ludwig Anton (* 1836), Heinrich Ferdinand (* 1839).
Sankt Johann wurde zur damaligen Zeit in Personalunion von der Bürgermeisterei im benachbarten Saarbrücken aus verwaltet, strebte jedoch seit seiner Rückgliederung im Zweiten Pariser Frieden an die preußische Rheinprovinz im Jahre 1815 nach Unabhängigkeit. Ab 9. Februar 1838 war Bentz Vertreter im Gemeinderat für Sankt Johann. Mitte Februar 1849 wurde er Gemeindevorsteher von Sankt Johann. Nach Einführung der am 11. März 1850 verabschiedeten neuen Gemeindeverordnung durch die Sankt Johanner Gemeindevertretung zum 29. Mai 1850 ließ sich Bentz am 18. September 1850 zum Bürgermeister wählen. Es war vorgesehen, dass er dieses Amt bis 28. Juni 1859 bekleiden solle. Außerdem plante der Gemeinderat, den Bürgermeistereiverband Saarbrücken aufzulösen und danach die Gemeinde Sankt Johann in eine kommunale Selbstverwaltung zu überführen, was jedoch am Widerstand Brebachs scheiterte. Nachdem ebenfalls die Trierer Bezirksregierung am 27. November 1850 und am 16. März 1851 per Reskript die Umstrukturierungspläne verwarf, kam es in Sankt Johann schließlich nicht zur Konstituierung einer eigenen Bürgermeisterei. Am 25. April 1851 erfolgte daher die Wahl von Friedrich Bentz zum 1. Beigeordneten der Bürgermeisterei Saarbrücken. Er wurde zum 10. Juli 1851 vom Landrat in dieses Amt eingeführt und hatte es bis zum Ablauf der sechsjährigen Wahlperiode 1857 inne. Bentz blieb somit Gemeindevorsteher von Sankt Johann, führte jedoch den im Juli 1851 bestätigten Bürgermeistertitel. Erst durch die am 3. Mai 1859 der Gemeinde Sankt Johann verliehenen Verwaltungsrechte im Zuge der Rheinischen Städteordnung ergab sich für die Kommune wieder die Möglichkeit, eine eigene Bürgermeisterei zu konstituieren. Nach dem Ausscheiden von August Kromayer im Jahre 1862 wählten die Sankt Johanner Karl Karcher.
Friedrich Bentz starb auf einer Geschäftsreise nach Klingenmünster.

## Ehrungen
- Mitglied der Saarbrücker Casinogesellschaft